# Paimpol a Perinetta
Paimpol a Perinetta (ve francouzském originále Paimpol et Périnette nebo jen Périnette) je krátké hudebně-dramatické dílo – autoři je žánrově označili jako „saynète lyrique“, tedy lyrická scénka či skeč o jednom dějství francouzského skladatele Jacquese Offenbacha na libreto Augusta Pittauda de Forges z roku 1855. Premiéra se konala 29. října 1855 v Offenbachově pařížském divadle Théâtre des Bouffes-Parisiens ještě v jeho prvním působišti, Salle Lacaze na Avenue des Champs-Elysées.

## Vznik, charakteristika a historie
Offenbachovo divadlo Bouffes-Parisiens uvedlo od svého otevření v létě 1855 řadu komických hudebně-dramatických děl. Paimpol a Perinetta následovali na programu Bouffes-Parisiens pikantní buffonérii Paní Motýlek aneb Mladý muž odnaproti (premiéra 3. října 1855) a reprezentovala zase opačnou, romantičtější stranu repertoáru tohoto divadla; byla to zároveň poslední premiéra za trvání světové výstavy v Paříži. Toto drobné dílo bylo zřejmě napsáno narychlo proto, aby uvedlo novou členku souboru Marii Dalmontovou; partnerem jí byla v první sezóně opora divadla Jean Berthelier. Libretista Auguste Pittaud de Forges – mj. spoluautor Offenbachovy první opery s názvem Přístěnek (L'Alcôve, 1847), poskytnul nepříliš originální a poněkud hrubé libreto (slovy pozdějšího vídeňského kritika „hloupá selská historka, kterou nestojí za to popisovat“). Zato hudba se dočkala velmi příznivého přijetí: Revue et Gazette musicale chválila „velmi duchaplnou a jemnou hudbu“ a „lehký a skutečně komický styl“ a Offenbacha, který se snažil navazovat na kořeny žánru opéra comique, muselo potěšit přirovnání ke klasikům žánru Dunimu, Dauvergnovi a Philidorovi.
Paimpol a Perinetta – přes osobní úspěch debutantky – se na repertoáru Bouffes-Parisiens neudržela dlouho. Další inscenací byla vídeňská. Vídeňský divadelník a nadšený Offenbachův propagátor Friedrich Strampfer otevřel v roce 1871 ve Vídni vlastní divadlo (Vaudeville-Theater neboli Strampfer-Theater), kde chtěl uvádět zejména francouzský operetní repertoár. Jeho malému divadlu se však podařilo od Offenbacha získat provozovací práva jen na některé starší drobné kusy, které do Vídně dosud nedorazily – první z nich byla 12. září 1871 Jacqueline (pod názvem Dorothea) a za měsíc, 11. října 1871, následoval Paimpol a Perinetta (Paimpol und Perinette). Představitelka Perinetty Julia Kochová se po působení v Berlíně v této roli poprvé představila vídeňskému publiku. Vedle ní hrál oblíbený komik Felix Schweighofer a v malé roli neohrabaného mlynářského pomocníka debutoval jednadvacetiletý, později slavný Alexander Girardi. Obecenstvo i kritika přijali novinku poměrně příznivě: „Tytéž přednosti, tytéž chyby tohoto populárního skladatele, ale to první převažuje,“ psaly Blätter für Musik, Theater und Kunst. „Operetka měla zcela jistý úspěch. Píseň o mlýně a kuplet, ve kterém se Paimpol nutí do smíchu, jsou velmi pěkně a vkusně napsané a tvoří vrcholná čísla. Instrumentace je velmi jemná a účinná a upomíná na nejlepšího Offenbacha.“ 30. listopadu 1871 pak Paimpola a Perinettu – rovněž ve spojení s Dorotheou – uvedlo i berlínské divadlo Victoria-Theater. 2. května 1872 se konala premiéra v Zemském divadle ve Štýrském Hradci. Recenzent místního listu Tagespost se o Paimpolovi a Perinettě domníval, že „při jeho tvorbě nechala Mistra jemu jindy tak oddaná Múza zcela na holičkách“.
Opereta měla předehru a sedm hudebních čísel. Podle J.-C. Yona se z ní nic nezachovalo.

## Osoby a první obsazení
| osoba                            | hlasový obor | světová premiéra (29.10.1855) | vídeňská premiéra (11.10.1871) |
| -------------------------------- | ------------ | ----------------------------- | ------------------------------ |
| Jean-Claude Paimpol, mlynář      | tenor        | Jean Berthelier               | Felix Schweighofer             |
| Perinetta (Périnette), jeho žena | soprán       | Marie-Denise-Victoire Dalmont | Julie Koch                     |
| Mlynářský pomocník               | mluvená role | Wilfrid                       | Alexander Girardi              |
| Dirigent:                        | Dirigent:    | Jacques Offenbach             | ...                            |

## Děj
(Světnice ve mlýně) Mlynářka Perinetta právě dostala neočekávaný dopis. Nejprve se domnívá, že je od jejího muže Paimpola. který před čtyřmi lety odešel jen na skok vyprovodit kamaráda námořníka Landuriana a od té doby po něm nebylo ani vidu, ani slechu. Mýlí se jen trochu – psaní není od manžela, ale právě od Landuriana. Ten Perinettu varuje, že se Paimpol vrací domů a že se chce při návratu do mlýna nejprve vydávat za něho – totiž za Landuriana – aby se přesvědčil, zda mu Perinetta zůstala věrná.
Perinetta se dopálí. Její manžel na čtyři roky beze slova zmizí, nechá jí na starosti mlýn a všechno, a teď se ještě opovažuje zkoušet její věrnost? Ji, která za tu dobu odmítla tucty pohledných mladíků ze vsi, kteří se jí nabízeli utěšit v jejím slaměném vdovství? (č. 1 árie Perinetty) A už svému muži chystá pomstu.
Brzy je slyšet hlas, ve kterém Perinetta poznává Paimpola a vytratí se ze světnice. Paimpol je nejen přestrojen za námořníka, je také ozdoben falešnými licousy a parukou a i na jeho obličeji zanechaly čtyři roky toulání po celém světě stopy, takže věří, že ho Perinetta nepozná. Za tu dobu se dvořil kráskám z „pěti zemských polokoulí“ a tančil s nimi domorodé tance, které předvádí, ale přece jen nejkrásnější ze všech je jeho Perinetta. (č. 2 árie Paimpola) Protože je místnost prázdná, vyvolává paní Paimpolovou – a je překvapen, když slyší neomylně mužský hlas. A vzápětí vstupuje do světnice jeho majitel. Je to Perinetta převlečená do manželova mlynářského oděvu se zamoučenou tváří a předstírá, že je mlynářem Paimpolem. Skutečného Paimpola pak zdraví jako svého starého známého Landuriana a vyptává se, jak se mu od jejich rozloučení před čtyřmi roky vedlo. Připomíná mu, jak ho (rozumí se Landurian Paimpola) přemlouval, aby spolu odjeli na lodi do dalekých krajů, a jak on (rozumí se Paimpol) zůstal doma, protože tady měl svůj mlýn a svou milovanou ženu. (č. 3 árie Perinetty) Skutečný Paimpol alias Landurian se nestačí divit. Neví, jak zpochybnit hostitelovu totožnost a současně zachovat své inkognito. Dožaduje se, aby viděl Perinettu, ale „Paimpol“ ho krotí – jeho žena je prý ještě v nedbalkách, musí počkat, on mu pro ni dojde.
Skutečný Paimpol je úplně zmaten, začíná pochybovat o své vlastní existenci. Rychle odkládá své přestrojení a obléká si mlynářskou halenu, zamoučí si tváře, a hned se cítí ve své kůži. Ale Perinetta, která přichází ve své pravé podobě, se mu směje a předstírá, že v něm poznává starého šibala Landuriana. Paimpol se rozzlobí a tvrdí, že je její manžel, ba snaží se jí nařídit, aby vše vysvětlila, ale Perinetta se nedá. Chová se, jako by šlo o špatný námořnický žert, odmítá jeho vyprávění, a když ji chce Paimpol chytit, hraje uraženou počestnost a utíká. (č. 4 duet)
Paimpol se snaží si namluvit, jak je to všechno jen směšné, ale jeho smích se mísí se slzami zoufalství. (č. 5 arieta Paimpola) Perinetta se vrací opět v mužském převleku a Paimpol i „Paimpol“ se dávají do prudké hádky. Když skutečný Paimpol zjistí, že falešný Paimpol zná i milostnou písničku, kterou on své Perinettě zpívával, propadá zoufalství. (č. 6 duet) Napadne ho přivolat na pomoc mlynářského pomocníka, který sice mnoho rozumu nepoznal, ale alespoň svého mistra poznává. S ním se snaží dobýt se k Perinettě tím, že vyrazí dveře jejího pokoje. Tam ale nikoho nenalezne. Manželka mu stojí náhle za zády, směje se mu a konečně prozrazuje, jak se věci mají. Paimpol přiznává, že zkoušet její věrnost byl nemístný nápad, a slibuje, že ji už nikdy neopustí. Manželé se konečně mohou těšit ze shledání. (č. 7 finále)